# Country Airplay
Country Airplay és una llista publicada setmanalment per la revista Billboard als Estats Units des del 20 de gener de 1990. Aquesta llista recull les 60 cançons més escoltades que s'han reproduït a les 150 emissores principals de música country del país, i està a càrrec de Nielsen BDS.
La primera cançó que va assolir la posició número 1 va ser "Nobody's Home" de Clint Black. La cançó que encapçala la llista, per a la setmana del 31 de desembre de 2022, és "You Proof" de Morgan Wallen.

## Rècords

### Major nombre de setmanes com a número 1

#### 9 setmanes
- "You Proof" – Morgan Wallen (2022)

#### 8 setmanes
- "Amazed" – Lonestar (1999)
- "It's Five O'Clock Somewhere" – Alan Jackson i Jimmy Buffett (2003)

#### 7 setmanes
- "The Good Stuff" – Kenny Chesney (2002)
- "Have You Forgotten?" – Darryl Worley (2003)
- "There Goes My Life" – Kenny Chesney (2003-2004)
- "Live Like You Were Dying" – Tim McGraw (2004)
- "Beautiful Crazy" – Luke Combs (2019)

Fonts:

### Cantants amb més números 1
| Total | Cantant       | Font  |
| ----- | ------------- | ----- |
| 32    | Kenny Chesney | [ 6 ] |
| 29    | Tim McGraw    | [ 7 ] |
| 28    | Blake Shelton | [ 8 ] |
| 26    | Alan Jackson  | [ 7 ] |
| 26    | George Strait | [ 7 ] |